# Alo
Alo, també conegut (no oficialment) com Tu'a i Regne de Futuna és un dels 3 regnes oficials del territori d'ultramar francès de Wallis i Futuna, i ocupa dos terços de l'est de Futuna, uns 53 kilòmetres quadrats, i la major part d'illa deshabitada d'Alofi (32 kilòmetres quadrats); el total és de 85 km². Igual que els altres regnes nadius de l'illa, Alo signà un tractat amb França, pel qual esdevingué un protectorat i posteriorment, un territori dependent de Nova Caledònia, abans de ser un territori independent d'ultramar.

## Geografia
El territori consta de 9 poblacions, amb una població segons el cens de 22 de juliol de 2003 de 2.892 habitants. El 97,3% de la població són polinesis de parla futuniana i religió catòlica. La capital és Mala'e, amb una població de 238 persones. El nucli amb més habitants és Ono, amb 738 habitants. El rei porta el títol de Tuigaifo, i actualment el deté Lino Leleivai, coronat el 29 de novembre del 2018. Té un aeroport a Vele.

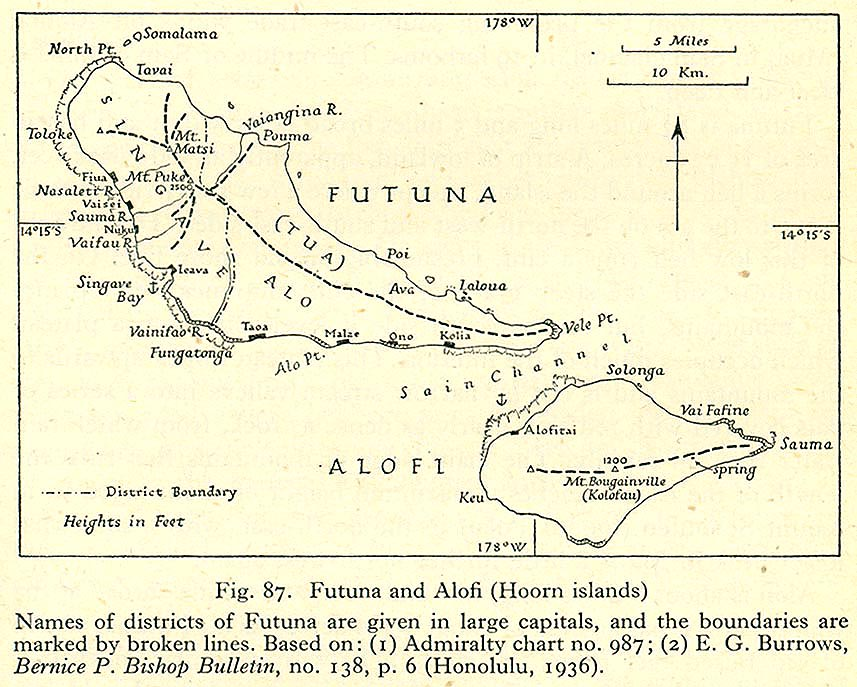
Mapa dels Regnes d'Alo i Sigave

## Població
| Nucli             | Població (Cens 2003-07-22) |
| ----------------- | -------------------------- |
| Alofi             |                            |
| Alofi (Alofitai)  | 2                          |
| Costa Nord Futuna |                            |
| Poi               | 294                        |
| Tamana            | 226                        |
| Tuatafa           | 43                         |
| Costa Sud Futuna  |                            |
| Kolia             | 432                        |
| Mala'e            | 238                        |
| Ono               | 738                        |
| Taoa              | 717                        |
| Vele              | 303                        |
| Alo (Tu`a)        | 2993                       |

## Llista de reis d'Alo
- Fakavelikele
- Pili
- Mala'evaoa
- Nimo o le Tano'a
- Veliteki
- Fonati
- Niuliki
- Filipo Meitala
- Alia Segi
- Soane Malia Musulamu
- Soane Moefana
- Tuiseka
- Usanio Pipisega
- Paloto Aika
- Savelio Meitala
- Kamilo Katea
- Maleselino Maituku
- Kolio Maituku
- Papilio Tala'e
- Lelipo Pipisega
- Alesio Feta'u
- Petelo Savo Meitala
- Soane Va Pipisega
- Silisio Katea
- Petelo Tala'e
- Vito Tuiseka
- Petelo Maituku
- Setefano Tuikalepa
- Kamaliele Moefana
- Pio Tagatamanogi
- Mikaele Fanene
- Seteone Pipisega
- Mikaele Katea
- Patita Savea
- Kalepo Nau
- Nopeleto Tuikalepa
- Petelo Lemo
- Lomano Musulamu
- Esipio Takasi
- Sagato Alofi
- Soane Patita Maituku
- Petelo Vikena

## Política i Institucions
El Tuiagaifo d'Alo disposa de cinc ministres en qualitat de portaveus als consells, però tenen una autoritat limitada directament sobre els caps de les 9 viles designats per les famílies principesques, que poden deposar el rei amb facilitat. Endemés, el rei d'Alo té un cap de cerimònies i un cap de policia.

## Història
Fa 5000 anys (3000 aC) els habitants de la costa de la Xina meridional, conreadors de mill i arròs, començaren a creuar l'estret per instal·lar-se a Taiwan. Cap al 2000 aC té lloc la migració de Taiwan a les Filipines. Noves migracions es van produir de les Filipines a les Cèlebes i l'illa de Timor, i d'allí a altres illes de l'arxipèlag d'Indonèsia. Al voltant de 1500 aC. es produí un altre moviment de les Filipines a Nova Guinea, i d'allí a les illes del Pacífic. Els austronesis són probablement els primers navegants en la història de la humanitat.
Els primers visitants europeus de Futuna reconeguts per la història, va ser Willem Schouten i Jacob Le Maire, que van desembarcar a l'illa el 22 de maig de 1616. Pilotaven l'Eendracht, navili de 350 tones procedent dels Països Baixos. Batejaren les illes descobertes com a Illes Horn i hi van romandre uns vuit dies abans de sortir cap a Nova Guinea i les Moluques.
El regne d'Alo a est de Futuna va signar un tractat de protectorat amb França abans de convertir-se en un territori d'ultramar (TOM) el 1961 després d'un referèndum.